# 641 (numero)
Seicentoquarantuno (641) è il numero naturale dopo il 640 e prima del 642.

## Proprietà matematiche
- È un numero dispari.
- È un numero difettivo.
- È un numero primo.
  - È un numero primo di Sophie Germain.
  - È un numero primo di Eisenstein.
- È un numero palindromo nel sistema di numerazione posizionale a base 20 (1C1).
- È parte delle terne pitagoriche (200, 609, 641), (641, 205440, 205441).

## Astronomia
- 641 Agnes è un asteroide della fascia principale del sistema solare.
- NGC 641 è una galassia ellittica della costellazione della Fenice.

## Astronautica
- Cosmos 641 è un satellite artificiale russo.